# 基隆市仁愛區信義國民小學
25°07′37″N 121°44′49″E / 25.126870°N 121.746939°E
基隆市仁愛區信義國民小學（簡稱信義國小）是位於基隆市仁愛區仁二路的公立國民小學，前身為基隆國語傳習所，創立於1896年9月16日，為基隆市的百年老校之一。

## 歷史
信義國小前身為基隆國語傳習所，設立於1896年（明治29年）9月16日，校址初設舉人江呈輝宅，再移至基隆支廳的保管家屋。其間曾向陸軍爭取崇基書院原址，但因位於該地之衛戍醫院無處可移而未成:79。1897年（明治30年）11月，遷至玉田街。1898年（明治31年）10月1日，改制為基隆公學校:108-109。1908年，設立八斗仔分校。1926年（大正15年）4月1日，改名為基隆第一公學校。1933年（昭和8年）4月1日，改名為基隆市壽公學校。1941年（昭和16年）4月1日，全臺公學校、小學校改制為國民學校，改稱為基隆市壽國民學校，此時的地址為臺北州基隆市雙葉町92番地；並同時設置「壽國民學校曙分教場」，校地預定在曙町28、29番地，但暫時借用壽國民學校校舍上課。另外，由於社寮町、濱町、真砂町地區的人口成長，基隆市役所在1944年3月改徵收了真砂町135、136番地的農地，預計作為曙國民學校用地，位於現在的立德路南側，並鄰近真砂國民學校，但在二戰結束前似乎未建成。
第二次世界大戰日本戰敗後，國民政府接收臺灣。1945年（民國34年）10月25日，本校與隔街相鄰的雙葉國民學校合併，改稱為基隆市仁愛第一國民學校。1947年（民國34年）2月，恢復為兩校，本校改稱為基隆市信義區信義國民學校，原雙葉國民學校則改稱為「基隆市仁愛區仁愛國民學校」。1968年（民國57年）8月1日，因應實施九年國民教育，改稱為基隆市仁愛區信義國民小學。

## 歷任校長

### 日治時期
依據《臺灣總督府職員錄》，1898年至1944年每年7月1日在任校長如下：
| 任別 | 姓名         | 7月1日在任年份 |
| ---- | ------------ | -------------- |
| 1    | 大島丑三郎   | 1898年         |
| 2    | 壹岐休太郎   | 1899年－1903年 |
| 3    | 丸山傴僂     | 1905年         |
| 4    | 本田茂吉     | 1906年－1909年 |
| 5    | 加藤元右衛門 | 1910年         |
| 6    | 長井實一     | 1911年－1913年 |
| 7    | 德重彪一     | 1914年－1919年 |
| 8    | 渡邊文吾     | 1920年－1925年 |
| 9    | 小山戒三     | 1926年－1930年 |
| 10   | 三木茂       | 1931年－1938年 |
| 11   | 浦島登       | 1939年－1944年 |

### 民國時期
民國時期歷任校長如下：
| 任別 | 姓名   | 到任日期       |
| ---- | ------ | -------------- |
| 1    | 白乾   | 1945年10月25日 |
| 2    | 李蔭田 | 1947年2月      |
| 3    | 崔卓漢 | 1948年9月      |
| 4    | 陳若昕 | 1950年9月      |
| 5    | 陳震   | 1952年8月      |
| 6    | 馬希伯 | 1963年12月     |
| 7    | 李詩禎 | 1965年5月      |
| 8    | 劉鏡如 | 1966年12月     |
| 9    | 鄧少枝 | 1978年2月      |
| 10   | 胡景林 | 1978年10月     |
| 11   | 黃日志 | 1987年2月      |
| 12   | 廖勉   | 1992年2月      |
| 13   | 洪武夫 | 1997年8月      |
| 代理 | 林祝里 | 2003年2月      |
| 14   | 蔡錦庭 | 2003年8月      |
| 15   | 陳國庸 | 2007年8月      |
| 代理 | 劉美蘭 | 2013年2月      |
| 16   | 賴麗雯 | 2013年8月      |
| 17   | 潘志煌 | 2021年8月      |

## 外部連結
- 基隆市信義國小官網 （页面存档备份，存于）